# Hourya Bentouhami
Hourya Bentouhami, ou Hourya Bentouhami-Molino, née en 1979, est une philosophe et militante anti-raciste qui est actuellement enseignante-chercheuse à l'université Toulouse-Jean-Jaurès. Ses travaux portent sur la non-violence dans une perspective féministe et postcoloniale.

## Biographie
Hourya Bentouhami est ancienne élève de l'École normale supérieure de Lyon. Agrégée de philosophie, elle soutient une thèse de doctorat en philosophie politique sous la direction d'Étienne Tassin. Depuis 2013, elle est maître de conférences en philosophie, à l'université Toulouse-Jean-Jaurès,. Elle est nommée membre junior de l'Institut universitaire de France en 2018.

## Travaux et prises de positions publiques
Elle participe en 2007 à l'ouvrage collectif L'Autre campagne, 80 propositions à débattre d'urgence, dirigé par Georges Debrégeas et Thomas Lacoste.
Elle participe en 2012 au film documentaire Notre monde, de Thomas Lacoste, dans lequel elle évoque le travail des femmes d'origine étrangère, qui est selon elle déconsidéré et invisibilisé par le pouvoir politique,.
En 2015, dans son livre Races, cultures et identités, elle ajoute une démarche féministe à la démarche postcoloniale, en expliquant comment le genre participe à la production de la race par accentuation des stéréotypes racistes. Ces thèmes ont aussi été explorés par Achille Mbembe et Elsa Dorlin. Dans Slate, Karim Piriou estime que l’approche théorique de l’ouvrage est caractéristique des études postcoloniales, et que l'ouvrage est « une synthèse stimulante de la pensée postcoloniale qui examine les productions épistémologiques des catégories qui servent la domination que sont la race, la culture, l’identité, mais aussi le genre ou l’orientation sexuelle. » D'après Michela Villani, cet ouvrage qui décrit les mécanismes de production des savoirs et montre l’imbrication des pouvoirs dans les rapports de genre est « synthétique et vivifiant ».
Elle prend position sur la question du voile islamique en 2016, s'élevant contre l'idée « prétendument féministe » selon elle, que le voile signifie la soumission des femmes, alors que, d'après elle, il « revêt de multiples significations : signe de piété, affirmation identitaire, respect de la tradition. »
En 2018, elle s'oppose à l'adoption par l'Assemblée nationale le 12 juillet 2018 de la suppression du mot « race » de l'article premier de la constitution,. Dans une interview aux magazine Les Inrockuptibles, elle estime qu'il aurait suffi d'ajouter l'adjectif « prétendue » « pour bien signifier que l’usage du terme ne vaut pas adhésion à son contenu ».

## Publications

### Ouvrages
- Hourya Bentouhami, Le dépôt des armes : non-violence et désobéissance civile, Paris, PUF, 2009, 235 p. (ISBN 978-2-13-062814-9 et 2130628141, OCLC 923032591, lire en ligne)

- Hourya Bentouhami, Race, cultures, identités : une approche féministe et postcoloniale, Paris, Presses universitaires de France, 2015, 172 p. (ISBN 978-2-13-063365-5 et 213063365X, OCLC 911316308, lire en ligne)

### Tribunes
- Hourya Bentouhami, « Machin-la-Francophonie ou les errances de la Françafrique », Le Point Afrique,‎ 16 février 2018 (lire en ligne)
- Fatima Ali, Zahra Ali, Hourya Bentouhami, Souad Lamrani, Laurence Meyer, Mathias Möschel, Emilia Roig, Françoise Vergès et Lionel Zevounou, « La couleur de peau, les origines: ce n’est pas la race! », Club de Mediapart,‎ 9 juillet 2018 (lire en ligne)
- Norman Ajari, Hourya Bentouhami et Jean-Christophe Goddard, « Causeur et nous. Sur l’Université et l’anti-racisme. », Club de Mediapart,‎ 5 février 2018 (lire en ligne)
- En réponse à la tribune du Monde sur la prétendue liberté d’importuner: Hourya Bentouhami, Isabelle Cambourakis, Aurélie Fillod-Chabaud, Amandine Gay, Mélanie Gourarier, Sarah Mazouz et Émilie Notéris, « Les féministes peuvent-elles parler? », Club de Mediapart,‎ 18 janvier 2018 (lire en ligne)